# 異鱗寬箬鰨
異鱗寬箬鰨為輻鰭魚綱鰈形目鰨亞目鰨科的其中一種，為熱帶海水魚，分布於中西太平洋印尼海域，棲息深度2-30公尺，體長可達36公分，棲息在沙底質有遮蔽的潟湖、珊瑚礁區，生活習性不明。